# Hyophorbe indica
Hyophorbe indica là loài thực vật có hoa thuộc họ Arecaceae. Loài này được Gaertn. mô tả khoa học đầu tiên năm 1791.

## Hình ảnh

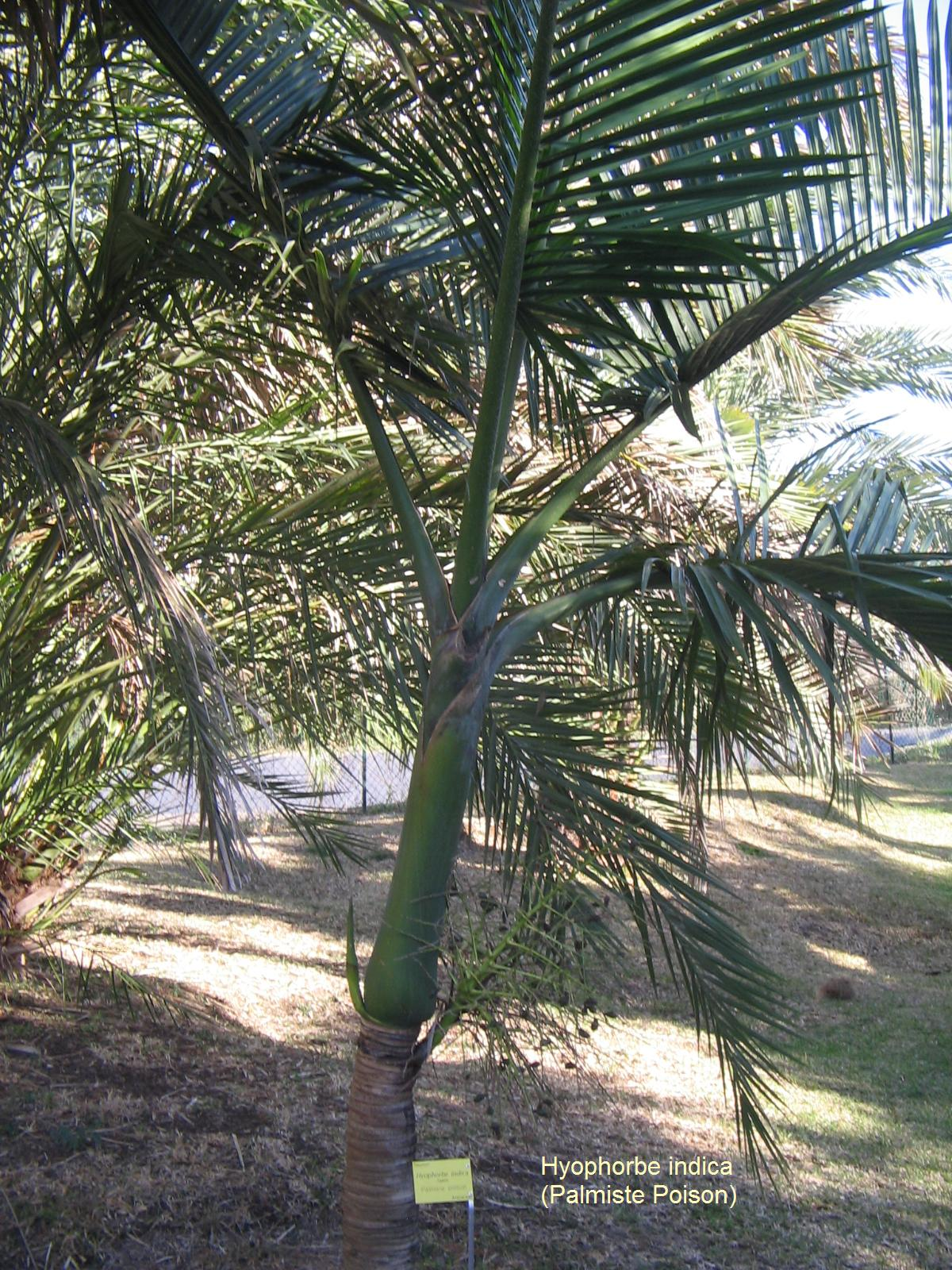
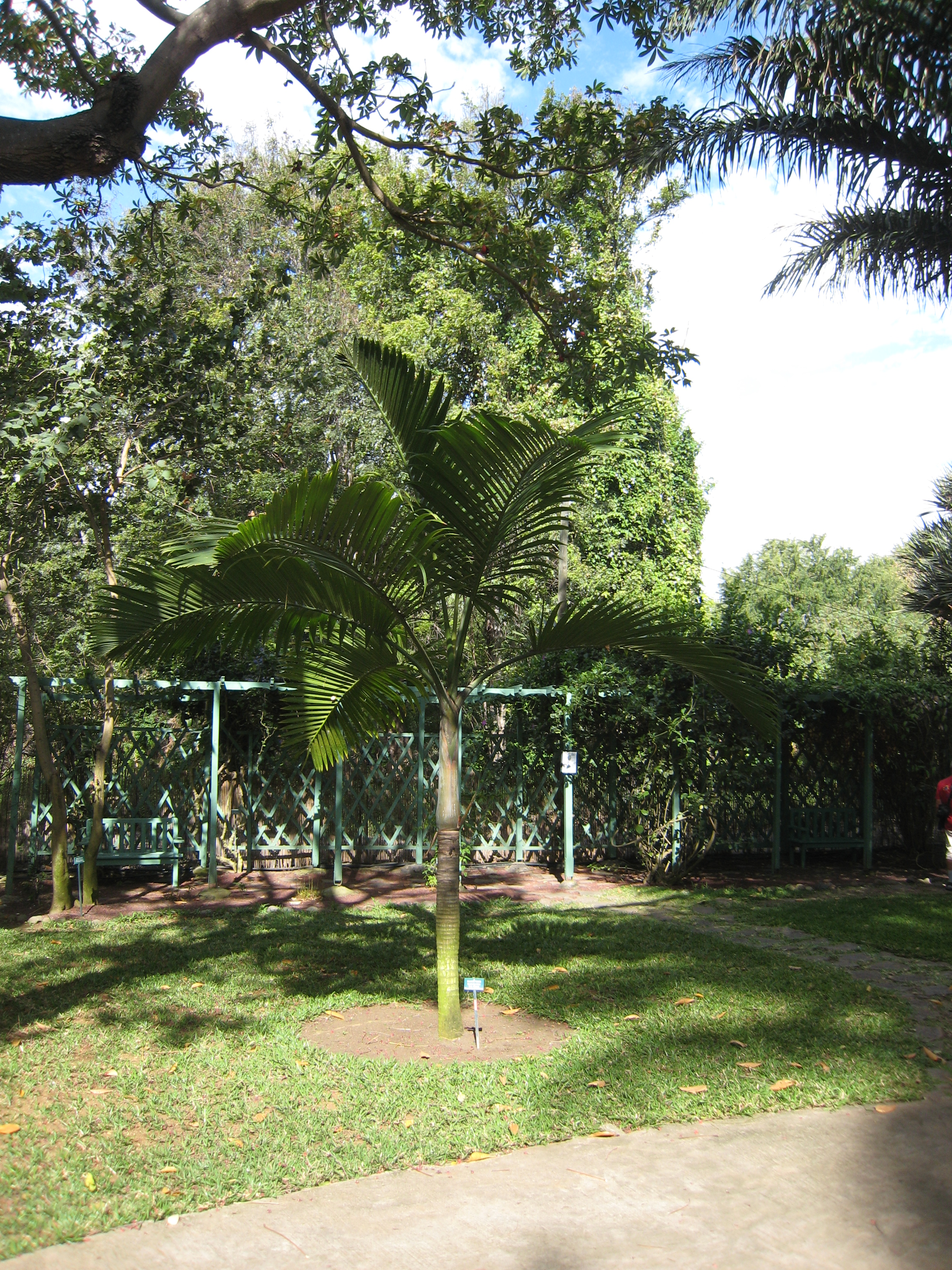
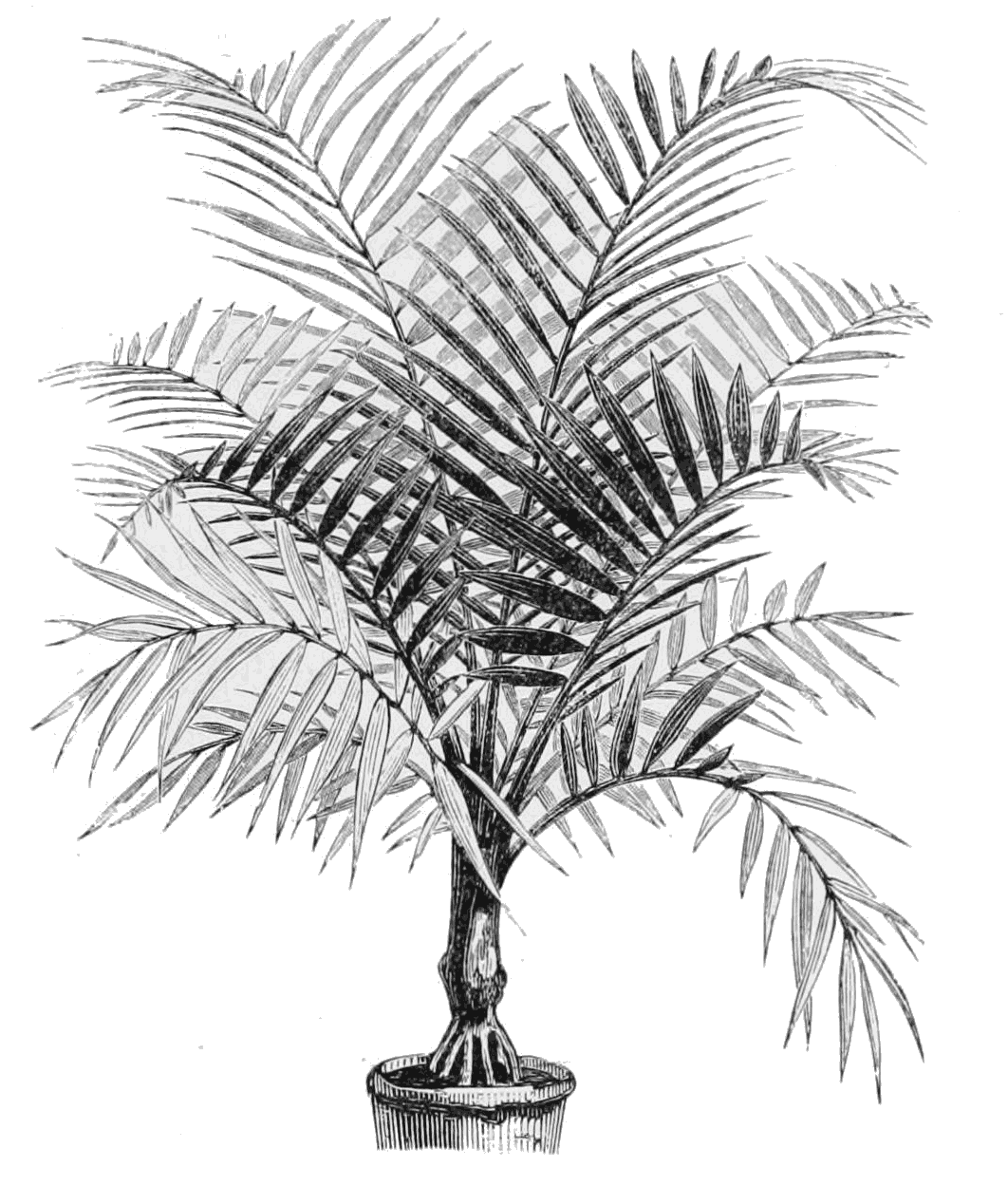